# Ilex stenocarpa
Ilex stenocarpa är en järneksväxtart som beskrevs av Antonina Ivanovna Pojarkova. Ilex stenocarpa ingår i släktet järnekar, och familjen järneksväxter. Inga underarter finns listade i Catalogue of Life.